# Hołubiwka (rejon nowomoskowski)
Hołubiwka (ukr. Голубівка) – wieś na Ukrainie, w obwodzie dniepropetrowskim, w rejonie nowomoskowskim, w hromadzie Pereszczepyne. W 2024 liczyła 3360 mieszkańców, spośród których 3000 wskazało jako ojczysty język ukraiński.